# 廣照
廣照（1838年—？），又名黃照，字月华，号镜蟾，一号宣卿，黃氏，内务府汉军正白旗人。清朝官员，进士出身。

## 生平
同治壬戌举人，戊辰进士。后任翰林院编修，光绪十四年顺天乡试同考官。

## 家族
- 始祖光裕。
- 世祖天福。
- 太高祖道盛。
- 高祖廷琏。
- 曾祖世鑑，原任六品司库；
- 祖善貴，安徽和州知州；
- 父舒恒，内务府员外郎兼正白旗公中佐领；
- 嫡母王氏（父内务府正黄旗汉军、上驷院笔帖式瑺山）。
- 继母冯氏（父内务府镶黄旗汉军、嘉庆己未进士、山西汾洲知府象曾）。
- 胞弟廣鐸，同治丁卯举人；
- 胞妹嫁正蓝旗满洲、江苏督粮道赫舍里氏英樸之子、体仁阁大学士英桂之侄，员外郎聚齡；
- 妻邓氏（父内务府正白旗、郎中祥泰）；[3]
- 女儿黃氏，道光丙戌进士書紳之孙铭珏之妻；
- 子錫麟、振麟、寶麟。